# Všeliby (Studnice)
Všeliby (německy Liebstatt) je malá vesnice, část obce Studnice v okrese Náchod. Nachází se asi 2,5 km na severozápad od Studnice. V roce 2009 zde bylo evidováno 44 adres. V roce 2001 zde trvale žilo 96 obyvatel.
Všeliby je také název katastrálního území o rozloze 1,66 km2.